# 平松利昭
平松 利昭（ひらまつ としあき、1946年〈昭和21年〉 - ）は、日本の芸術家。日本美術家連盟・臥竜会会員。ブルガリア国立美術館に『緑の太陽』等がナショナルギャラリーとして収蔵されている。高梁市市政アドバイザーも務める。岡山県高梁市出身。

## 経歴

### 生い立ち
1946年（昭和21年）、岡山県高梁市中原町の平松茂の子として出生する。その後、地元の岡山県立高梁高校へ進学する。同期には、JR北海道社長をつとめた小池明夫、最高裁判所司法研修所教官・電通監査役の濱田俊郎、日本ビクター取締役・アドテック社長の三村益一郎がいる。1965年（昭和40年）同校を卒業し、武蔵野美術大学へ進学する。1970年（昭和45年）同校を卒業し、油絵画家となる。

### 画家として
油絵画家としての人生をスタートさせた平松は、1975年（昭和50年）に椿近代画廊で初めての個展を開く。翌年の1976年には、ヒューマニズムを題材としたブルガリアのソフィアトリエンナーレへ招待出品する。1977年には、モスクワ平和風刺画展に出品するなど、海外の絵画展へ積極的に出品をおこなった。そして、1979年（昭和54年）に、2度目のソフィアトリエンナーレに出品し、高評価を得た同作品『緑の太陽』は、ブルガリア共和国のナショナルギャラリーとして買い上げとなった。
その後も、個展を10回以上開催し、1986年（昭和61年）には、40歳のときに丸木位里夫妻と共に臥竜会を結成する。また、同年、朝日新聞社の後援で朝日アートギャラリーを開催する。また、地元の高梁総合文化会館で、父親と友に親子展を開催し、翌年には、朝日アートギャラリーを再度開催し、臥竜展と命名し、毎年（1986-1989年まで、朝日新聞がスポンサー）開催した。臥竜展は、1995年に丸木位里が亡くなるまで続いた。
1997年（平成9年）には、フジテレビのドラマスペシャル「町」で、平松の描いた「三平のり平さんの肖像」が使用され、1998年（平成10年）には、丸木位里・俊・平松利昭・茂特別展を地元の高梁歴史美術館で開催した。この後も、現在に至るまで個展を開催するなど精力的に活動している。

## 主な作品
- 黒い十字架
- Green sun, ブルガリア国立博物館収蔵
- お鹿さん, 新見美術館
- 緑の太陽, 高梁歴史美術館